# Zdeněk Cakl
Zdeněk Cakl (27. srpna 1912 Světlá nad Sázavou – 28. července 1996 Antelope) byl český lékař a lovec divoké zvěře.

## Život
Narodil se ve Světlé nad Sázavou v rodině učitele Josefa Cakla a jeho ženy Růženy Suchomelové. Během světové války ztratil otce, matka se podruhé provdala a odešla za svým druhým mužem do Rakovníka. Zde Zdeněk absolvoval základní vzdělání a následně maturoval na rakovnické reálce. V letech 1933–1939 studoval na lékařské fakultě Univerzity Karlovy v Praze. Lékařskou praxi začínal na chirurgii olomoucké nemocnice a následně přešel na chirurgické oddělení dětské nemocnice v Brně. V roce 1947 odcestoval do Paříže na chirurgickou kliniku dětské nemocnice za účelem zdokonalení své odbornosti. Po návratu v roce 1948 nastoupil na chirurgickou kliniku nemocnice v Brně. V roce 1954 byl vyslán se skupinou zdravotníků do severní Koreje. V této době byl již ženatý s Jarmilou rozenou Cenkovou (* 1924), která jej coby zdravotní sestra doprovázela na jeho cestách. Tam pracoval v československé nemocnici v malém přístavním městě Čchongdžinu. Svůj pobyt využíval k loveckým výpravám do hornatých oblastí země. Za rok a půl po návratu z Koreje odjeli manželé Caklovi do Vietnamu, kde pracovali v nemocnici v Haiphongu. Jeho činnost ve Vietnamu, byla oceněna Řádem práce, který obdržel od ministerského předsedy Vietnamské lidové republiky Fan Van Donga. Během svého pobytu ve Vietnamu si pořídil pestrou sbírku hadů a dalších plazů, které pak odeslal na zaoceánské lodi Lidice do Československa. Část sbírky skončila v brněnské zoologické zahradě. Další zemí Caklova lékařského působení se stala Etiopie, kam byl odeslán v roce 1959. Pracoval v nemocnici pro chudé v Hararu. Během svého působení úspěšně operoval člena rodiny císaře Haile Selasieho, za což získal právo lovit na celém území Etiopie. Po okupaci Československa v roce 1969 se Cakl vypravil do Jižní Rhodesie (dnes Zimbabwe). Odjel tam již bez své ženy, které v odjezdu zabránil politický vývoj v zemi. Nejprve působil v hlavním městě Selisbury (dnes Harare) a začátkem roku 1970 působil jako lékař v provinční nemocnici v Antelope. Kromě činnosti lékaře jej zajímala především nedotčená příroda a lov divoké zvěře, kterou také miloval, obdivoval a jejímž se stal velkým znalcem. Poznal nejen různé části Zimbabwe, ale i sousední Botswany. V Zimbabwe pracoval téměř 18 let jako jediný nemocniční a obvodní lékař pro oblast Kazi. Za svou činnost byl v roce 1979 vládou Zimbabwe přijat za člena Záslužné legie. V této africké zemi zůstal MUDr. Zdeněk Cakl i na odpočinku a 28. července 1996 zde také zemřel. Pohřben byl na místním hřbitově.